# Árbol
Árbol est un groupe de rock alternatif argentin, originaire de Haedo, dans le Grand Buenos Aires. Il est formé à la fin de 1994, le groupe se caractérise par ses paroles simples et colorées, par son jeu particulier de voix harmonieuses et par un mélange de rythmes et d'instruments variés, oscillant entre rock, punk rock, punk hardcore au hip-hop, funk, reggae, à la musique électronique, à la country et la chacarera.
À la fin de 2006, son leader et fondateur Eduardo Schmidt quitte le groupe pour commencer plus tard une carrière solo. Ainsi, le groupe est composé par Sebastián Bianchini (basse, batterie, chant), Martín Millán (batterie, xylophone, claviers, chant), Pablo Romero (voix et guitare) et Hernán Bruckner (guitare, claviers et voix). Avec cette formation, ils publient deux autres enregistrements.

## Biographie

### Débuts
Formé par Matías « Chávez » Méndez à la batterie, Eduardo au violon et chant, Hernán à la guitare, et Patricio Pizarro à la basse. À l'occasion, ils recrutent un percussionniste invité, qui devient plus tard membre permanent du groupe : Pablo Romero. Influencés par Faith No More, Mano Negra et Patricio Rey y sus Redonditos de Ricota, leurs concerts se font dans la scène underground au Mocambo de Haedo. Le groupe commence à tourner dans des bars, pubs, écoles, festivals et foires itinérantes de la région.
En 1996, le groupe se consolide et joue, lors des concerts, plusieurs styles musicaux difficiles. Il s'agit d'un mélange de rock, funk, punk hardcore et hip-hop et de rythmes et instruments inhabituels, tels que le charango, la flûte, les vents et le violon.
À la fin de la même année, ils entrent aux studios d'El Matadero Records pour enregistrer leur premier album studio, Jardín frenético, produit par Martín Méndez (frère de Chávez), guitariste de Los Caballeros de la Quema,. L'album est présenté à l'exposition multimédia Rock Nacional 30 años, au Buenos Aires No Duerme, comme invités par Los Caballeros de la Quema et Bersuit Vergarabat. Puis, à travers le groupe mexicain Café Tacuba, l'album arrive aux mains du producteur Gustavo Santaolalla, qui propose de rééditer l'album pour son label Surco. Cependant, le groupe assiste au départ de deux de ses membres : Patricio Pizarro, pour des différences d'idées concernant l'avenir du groupe ; et Chávez, fondateur et compositeur de presque toutes les paroles de leurs morceaux. En remplacement, le groupe fait appel à Martín Millán à la batterie, et Sebastián Bianchini (frère de Mariana Bianchini, chanteur de Panza) à la basse. 

### DeÁrbolàGuau!
Avec la nouvelle formation, ils se rendent à Los Angeles, aux studios Surco, pour enregistrer ce qui allait être leur premier album avec le label. L'album s'intitule Árbol et comprend quatorze chansons, presque similaires à celles de Jardín frenético. Leur première tournée nationale s'effectue en 2000 avec Attaque 77. Puis ils font partie du Watcha Tour aux États-Unis, avec une douzaine de groupes de rock alternatif populaires.
L'album qui reflète le mieux la croissance du groupe est Chapusongs, sorti en 2002. Avec des chansons comme Cosacuosa, La vida et plusieurs autres, le groupe connait la popularité. Composé de treize morceaux qui définissent la personnalité musicale d'Árbol, Chapusongs est l'album avec lequel ils parcourent tout le nord et le sud de l'Argentine, dont la côte atlantique. Ils se produisent également en Uruguay avec le groupe mexicain Molotov. En outre, les deux premiers albums sont choisis par le magazine Rolling Stone Argentina parmi les cinq meilleurs albums de l'année 2003. 
Vers la fin de 2003, ils jouent au Quilmes Rock, avec une reprise a cappella de Ji ji ji de Patricio Rey y sus Redonditos de Ricota, qui est incluse dans leur prochain album, Guau!, publié en octobre 2004. Il comprend douze morceaux et est produit conjointement par Gustavo Santaolalla et Árbol, aux côtés d'Aníbal Kerpel. Enregistré en deux fois à Buenos Aires et Los Angeles, Guau! est mixé à La Casa, studio de Santaolalla et masterisé par Tom Baker au Precision Mastering.
Les 8 et 9 juillet 2005, Guau! est présenté à l'Estadio Obras Sanitarias de Buenos Aires (Estadio Pepsi Music). Le concert est enregistré et publié comme DVD live sous le titre Miau! en 2006. La même année, ils se présentent à l'Estadio Luna Park. Plus tard, ils sont conviés, parmi plusieurs groupes et artistes, à jouer à la Sala Blanca de la Casa Rosada.

### HormigasetNo me etiquetes

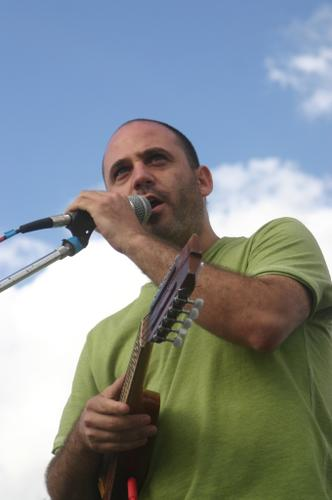
Eduardo Schmidt, guitariste du groupe en 2006.

Le 16 octobre 2006, le groupe se produit en concert pour les 300 ans du Partido de San Isidro, organisé à l'Hipódromo de San Isidro, avec Los Nocheros. Le 7 novembre de cette même année, le groupe subit la première perte majeure de sa carrière prospère, lorsqu'un de ses membres, Eduardo Schmidt, annonce son départ pour des raisons personnelles. Loin de causer encore plus de problèmes, le reste du groupe reste uni en travaillant sur son prochain album, Hormigas. Avec quatorze chansons produites par le groupe et enregistrées entre juin et août aux studios Panda. L'album est publié en deux versions, CD et CD/DVD.
À la fin d'octobre 2009, Árbol sort son cinquième album studio, No me etiquetes,, qui en fait la promotion avec son premier single, El Sábado en Ramos. Le groupe se met en pause en 2010.

### Retour
À la mi-2017, après une pause de près de sept ans, le groupe sort la nouvelle chanson Tiembla el pis. Au début de 2018, le groupe publie une nouvelle chanson avec un clip vidéo.

## Discographie
- 1996 : Jardín frenético
- 1999 : Árbol
- 2002 : Chapusongs (Universal)
- 2004 : Guau!
- 2006 : Miau!
- 2007 : Hormigas (Pop Art Discos)
- 2009 : No me etiquetes (Bingo Records)